# Hoppea fastigiata
Hoppea fastigiata är en gentianaväxtart som först beskrevs av August Heinrich Rudolf Grisebach, och fick sitt nu gällande namn av Charles Baron Clarke. Hoppea fastigiata ingår i släktet Hoppea och familjen gentianaväxter. Inga underarter finns listade i Catalogue of Life.